# 坂里乡
坂里乡，是中华人民共和国福建省漳州市长泰区下辖的一个乡镇级行政单位。

## 行政区划
坂里乡下辖以下地区：
坂新村、石格村、高层村、新春村、丹岩村和正达村。